# Акваскейпінг

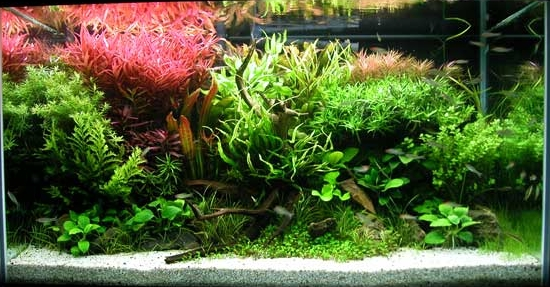
Прісноводний акваскейп 220 літрів

Акваске́йпінг (англ. Aquascape, від лат. aqua — вода та лат. scape — пейзаж) — мистецтво акваріумної композиції, один з видів декоративно-прикладного мистецтва. Акваскейп включає ряд різних стилів, в тому числі садовий голландський стиль та натхненний японський природний стиль. Як правило, в акваскейпі розміщуються риби та безхребетні, а також водні і надводні рослини, хоча можна створити акваскейп тільки з рослинами, або зі скелястими (хардскейп) або іншими складними пейзажами з деревиною, ґрунтом і без рослин, тобто акваскейпінг — акваріумний аналог ландшафтного дизайну для садиб та парків, «підводний сад» або «акваріумне садівництво».
Під акваскейпінгом (створення підводних пейзажів) розуміють організацію простору акваріума, його дизайн згідно з певними правилами. Рослини та живі мешканці акваскейпу підбираються таким чином, аби вони не просто мали можливість мирно співіснувати, але також відображали задум, що закладений у створення пейзажу дизайнером.
Деякий час акваскейпінг розвивався як локальне явище, що пов'язувалося з концепцією «природного акваріума», яка була висунута японським фотографом та дизайнером Такасі Амано. Подорожуючи світом та досліджуючи дику природу країн світу, а потім втілюючи шедеври природи в «підводних садах» та фотографії він отримав міжнародне визнання.
Хоча головна мета — це створити художньо влаштований підводний ландшафт, технічні аспекти підтримки водних рослин також повинні бути ретельно враховані. Для забезпечення стійкості закритої системи акваріумного резервуару необхідно збалансувати безліч факторів, включаючи фільтрування води, підтримку рівня вуглекислого газу, добрив та освітлення, придатного для фотосинтезу рослин та контролю росту водоростей.

## Історія
Багато акваріумістів вважають, що мистецтво акваскейпу почалося в 30-х роках у Нідерландах після поширення голландського стилю в акваскейпі. Зі зростанням інтересу до розведення прісноводних риб, а також масового виробництва продукції для акваріумів та популярності риборозведення і її утримання, після Першої світової війни багато художників почали досліджувати нові можливості створення акваріума, у якому риби не позиціонували, як головний його об'єкт.
Батьківщиною сучасного акваскейпінгу вважається Японія.

## Дизайн
Додаткові відомості: Садовий дизайн, Партер.

### Голландський стиль
Додаткові відомості: Голландський класицизм

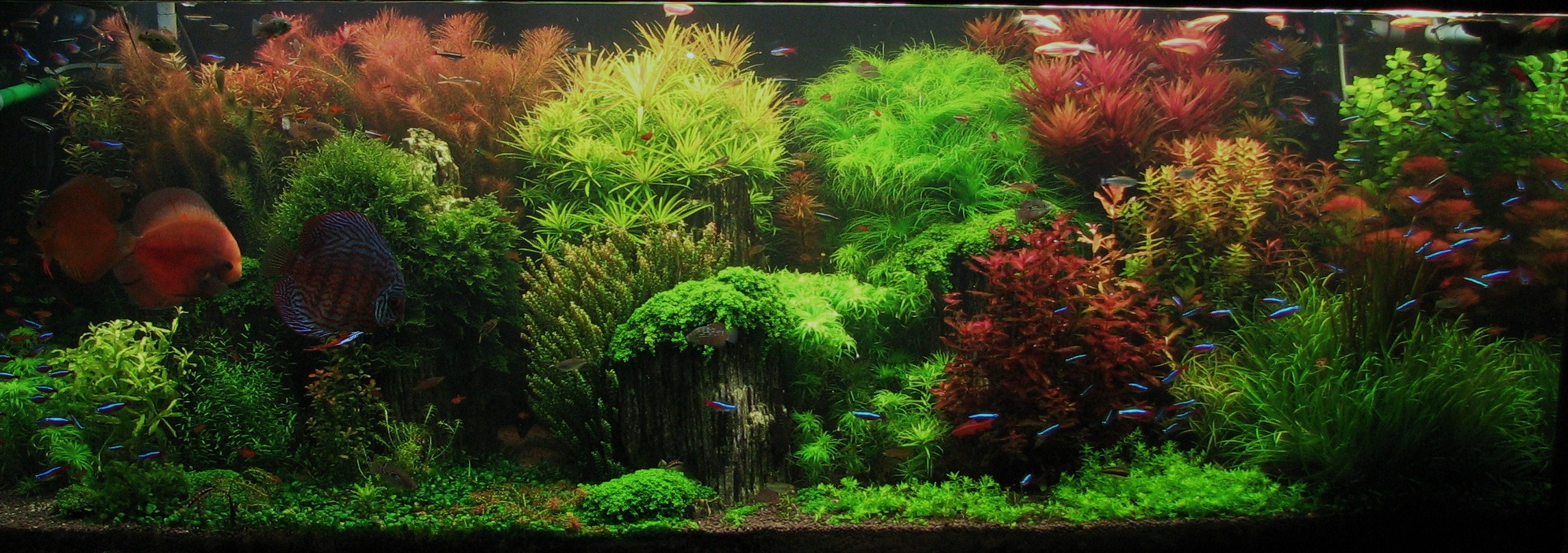
Робота Шая Фертіга (Shay Fertig, Israel) наочно демонструє відмінний приклад акваскейпу в голландському стилі.

У голландському акваріумі використовується пишна композиція, що дотримується впорядкованого, часто симетричного розташування, і, в якій багато типів рослин, що мають різноманітні кольори листя, розміри та текстури, а композиції мають такий самий вигляд, як і наземні рослини розташовуються в квітниках чи садах. Цей стиль був розроблений в Нідерландах, починаючи з 1930-х років, коли стало комерційно доступним обладнання для прісноводних акваріумів.
Головною характеристикою цього стилю є те, що акцентується увага на рослинах, які розташовані на терасах різної висоти, і часто використовуються скелі (каміння) та корчі. Лінійні ряди рослин, що розташовуються зліва направо та збільшуються у висоту, що досягається своєчасною стрижкою рослин, з переднього плану до заднього, називають «голландськими вулицями».
Застосовується багато типів рослин, зазвичай можна побачити акуратно підстрижені групи рослин з тонким, пір'ястим листям, такими як лімнофіла (лат. Limnophila aquatica) та різні типи гігрофіли (лат. Hygrophila), поряд із використанням червонолистої альтернатери (лат. Alternanthera reineckii), амманії (лат. Ammania gracilis) та різних сортів ротали (лат. Rotala) для контрасту кольорів.
Більше 80 % дна акваріума покриті рослинами, що стеляться по дну та мають мініатюрні розміри, так звані «ґрунтопокривні» або «ґрунтопокривки».
Високорослі рослини, що сягають поверхні води та покривають заднє скло, спочатку слугували маскуванням громіздкого обладнання фільтру, дифузорів, контролерів, тощо, а згодом — стали стилістикою дизайну.

### Японський стиль

#### Природний стиль
Природний стиль — це «природний акваріум» або японський стиль, запроваджений у 1990-х роках Такасі Амано. Природний акваріум відтворює екосистему, яка створена природою, вміщуючи в собі притаманні той чи іншій екосистемі водні рослини, щоб зробити сприятливе середовище в акваріумі завдяки утриманню підводних мешканців, таких як риби, креветки та безхребетні. Це унікальний світ, створений поєднанням краси природи та гармонійного оточення.
Тритомна серія ілюстрованих книг Амано «Природний акваріумний світ» (англ. Nature Aquarium World, 1992; Aquarium Plant Paradise, 1997; Nature Aquarium: Complete Works, 1985—2009), викликала хвилю інтересу до «акваріумного садівництва», і аквадизайнер, як вважається, «встановив новий стандарт в управлінні акваріумом». Композиції Такасі Амано спираються на японські методи садівництва, які намагаються імітувати природні ландшафти асиметричним розташуванням маси з порівняно невеликою кількістю видів рослин, і встановлюють правила, що керують ретельно відібраними каменями або корчаками, як правило, з єдиним фокусуванням. Метою є створення земних пейзажів у мініатюрі, переважно барвистого саду.
На цей стиль особливо вплинули японські естетичні концепції «вабі-сабі» (яп. 侘 寂), які зосереджені на швидкоплинності та мінімалізмі в якості джерел краси. Активно використовуються рослини з дрібними листками, такі як глосостигма русличкова (лат. Glossostigma elatinoides), ситняг голчастий (лат. Eleocharis acicularis), ситняг крихітний (лат. Eleocharis parvula), ехінодорус ніжний (лат. Echinodorus tenellus), мікрантемум тінистий або хеміантус куба (лат. Hemianthus callitrichoides), річчія плаваюча (лат. Riccia fluitans), дрібні водяні папороті, стаурогін повзучий (лат. Staurogyne repens) і яванські мохи (Vesicularia dubyana або Taxiphyllum barbimu). Кольори більш обмежені, ніж у голландському стилі, а складний пейзаж не повністю висвітлений. Риби або прісноводні креветки, такі як Caridina multidentata та Neocaridina heteropoda, зазвичай обираються для доповнення рослин та боротьби з водоростями, але з-за мінімалізму стилю кількість видів часто обмежена.

#### Івагумі

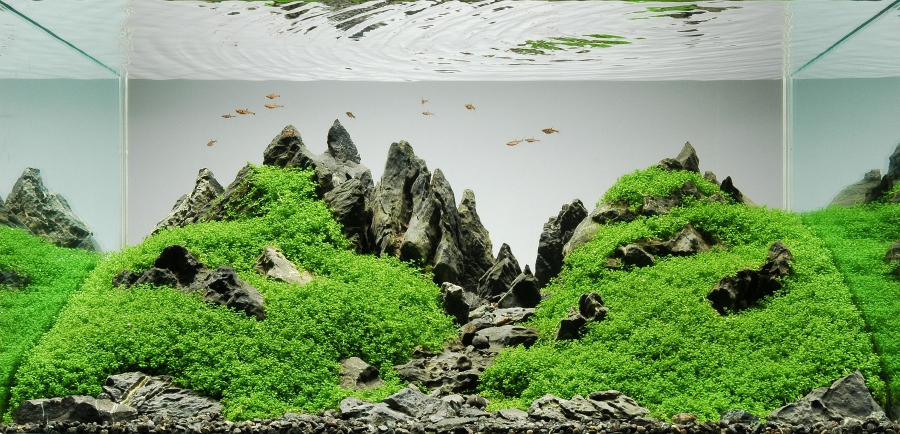
Робота Пітера Кірвана (Peter Kirwan, Dublin, Ireland) ілюструє відмінний приклад акваскейпу в стилі івагумі (кам'яний сад).

Стиль івагумі — це специфічний підтип стилю природи, так званий «сад каменів» або «кам'яний сад». Сам термін «івагумі» походить від японського «скельне утворення» (яп. 岩 組) і відноситься до компонування стилістичних об'єктів, де камені відіграють провідну роль. У стилі івагумі кожен камінь має «ім'я» та відіграє конкретну роль у композиції. Скелі забезпечують каркасну структуру акваскейпу, а типова геометрія використовує конструкцію з трьома основними каменями, з одним більшим каменем та двома іншими меншими каменями, хоча може бути використане також і додаткове каміння. Ояйші (яп. 親石), або основний камінь, розміщений трохи не в центрі резервуара, а соєші (яп. 添石), або супутні камені, групуються біля нього, тоді як фукусекі (яп. 副石), або другорядні камені, розташовані на вторинних позиціях. Розташування фокусної (центральної) точки в експозиції, що значною мірою визначається асиметричним розміщенням ояйші, вважається важливим і має зіставляння, що відображають співвідношення пропорцій згідно «арифметиці» Піфагора. В івагумі переважно використовуються рослини переднього плану, тобто — маленькі за своїми розмірами: мохи та «ґрунтопокривні».

#### Вабі-куса
Вабі-куса (яп. 侘び草, Вабі — естетичний і моральний принцип насолоди спокійним і неспішним життям, вільним від мирських турбот, спокійне споглядання досконалої природної простоти і укладеної в ній внутрішньої енергії. Куса — трава.) пропонує безліч переваг перед просто угрупованими розповсюдженими водними рослинами. Найбільша особливість серед них полягає в тому, що зі скомпонованим букетом-купиною можна впоратися дуже легко. Створення вабі-куси не вимагає ніяких посадкових робіт і вона може бути просто розміщена на ґрунті акваріума. У формі вабі-куси нічого не зашкодить корінням рослин, які легко пошкоджуються при посадці, і їх нові пагони виростуть швидко і безвідмовно. Крім того, вабі-кусою можна насолоджуватися як в наземному, так і в підводному середовищі, що задовольняє широкий спектр потреб, у створенні композиції: від споглядання вабі-куси в скляній посудині на короткий проміжок часу до створення повномасштабного акваскейпу, палюдаріума з розміщенням вабі-куси лише в деяких частинах експозиції, але вже довгостроково. Вабі-куса часто використовується у «природному стилі» Такасі Амано. Саме він запровадив активне використання вабі-куси у створенні акваскейпу.
Напрям створення вабі-куси — це складова «вабі-сабі», але може розглядатися і як самостійний вид мистецтва, так і у складі акваскейпу, це та форма «рослинного саду», де водні форми рослин можуть переходити у надводну (повітряну) форму у процесі свого росту. Ґрунт та рослини підбираються для маленької «рослинної купини» або ж методи виготовлення вабі-куси поєднують із — кокедами, які зручно використовувати і для створення дизайну наноакваріума. Японська фірма ADA серйозно поставилася до цього питання і навіть має патент на виготовлення вабі-кус для акваскейпів.

У вабі-кусах підводні рослини, що перейшли у надводну форму часто квітнуть при створенні для них сприятливих кліматичних умов, але догляд за ними вимагає японського терпіння і врівноваженості. 

### Тайванський стиль
Являє собою поєднання стилів івагумі та голландського. Дизайнери, що створюють акваріум у такому стилі прагнуть відтворити природну картину, використовуючи івагумі за всіма правилами його відтворення та насаджують щільно рослини, що притаманно голландському стилю. Для цього стилю також характерним є утворення терас, що є необхідним для утворення перспективи. Задля створення ілюзій глибини підводного пейзажу слугує і каміння. Тако ж динамічність пейзажу досягається за рахунок розміщення невеликих неприродних предметів — деталей скейпу, наприклад: модель будинку чи статуетки.
Тайванський стиль взяв від двох материнських стилів дещо узагальненні правила композиції і може відтворювати природу не за такими жорсткими правилами.

### Акваскейп у стилі джунглів

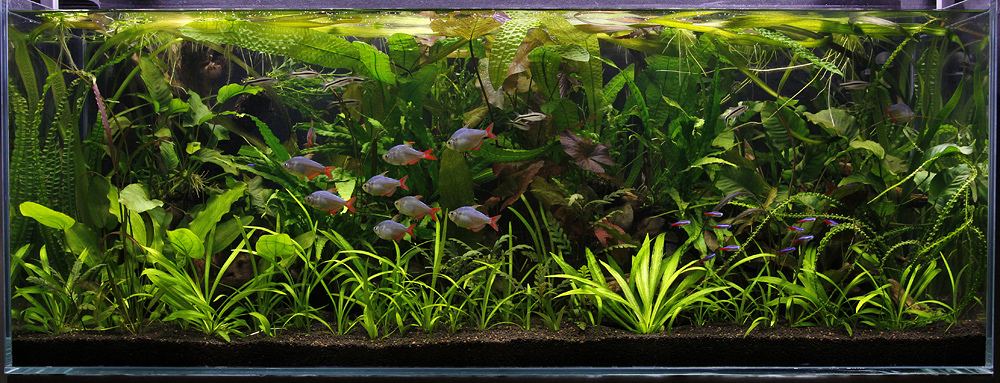
Акваскейп у стилі джунглів

Стиль джунглів у акваскейпінгу дещо відрізняється від двох основних — голландського та японського, але однозначно запозичив деякі особливості обох. Рослині пейзажі акваріума згодом набувають природного невимушеного вигляду. У акваскейпах у стилі джунглів зазвичай слабо спостерігається або взагалі не видно матеріалів хардскейпу (англ. Hardscape складається з неживих елементів ландшафтного дизайну, таких як цегляний внутрішній дворик, кам'яна стіна або дерев'яна альтанка, в акваскейпі — це камені, корчі, ґрунт, тощо), а також обмежений відкритий простір. Сміливі, грубіші форми листя, такі як ехінодорус Блехера (лат. Echinodorus bleheri), використовуються для надання вигляду дикої непорушної природи. На відміну від «природного стилю», «стиль джунглів» не дотримується чітких ліній або не використовує тонких текстур. Ефект нависання в джунглях можна отримати, використовуючи комбінації більш темних субстратів, високих рослин, що ростуть сягаючи поверхні, і плаваючих рослин, що блокують світло, пропонуючи ефект здвоєного освітлення. Інші рослини, які використовуються в акваскейпах у стилі джунглів, включають папороть таїландську (лат. Microsorum pteropus), больбітис Хедело (лат. Bolbitis heudelotii), валіснерію американа (лат. Vallisneria americana), кринум (лат. Crinum), апоногетон (лат. Aponogeton), ехінодорус (лат. Echinodorus), стрілицю шилоподібну (лат. Sagittaria subulata), гігрофілу багатонасінну (лат. Hygrophila pinnatifida), анубіас (лат. Anubias), лімнобій гладкий (лат. Limnobium laevigatum) та ін.

### Біотоп

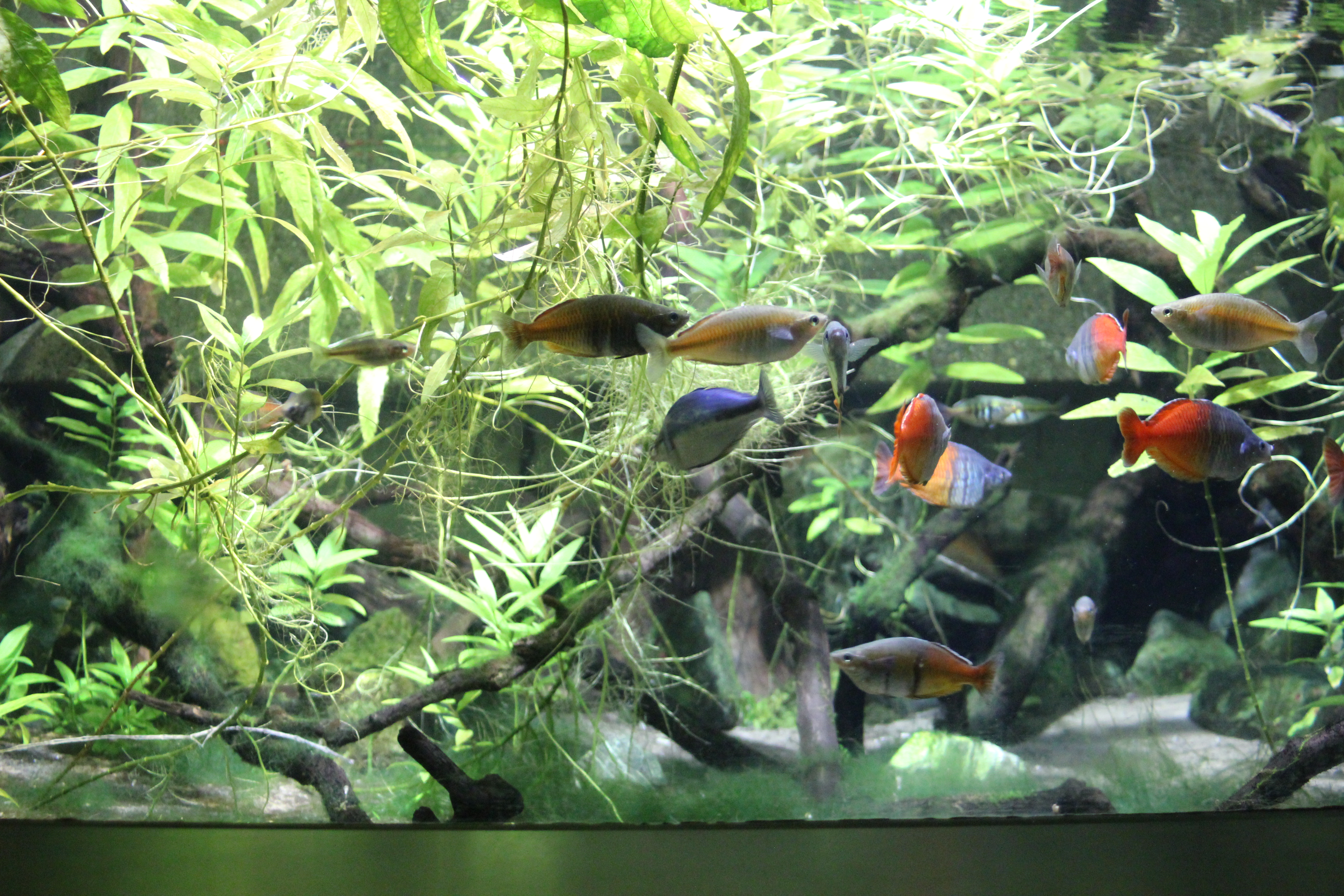
Біотоп, що імітує ареал проживання меланотенії (Melanotaenia) у водах Папуа Нової Гвінеї. Відтворити сезонний спалах водоростей (кладофори) — не важко.

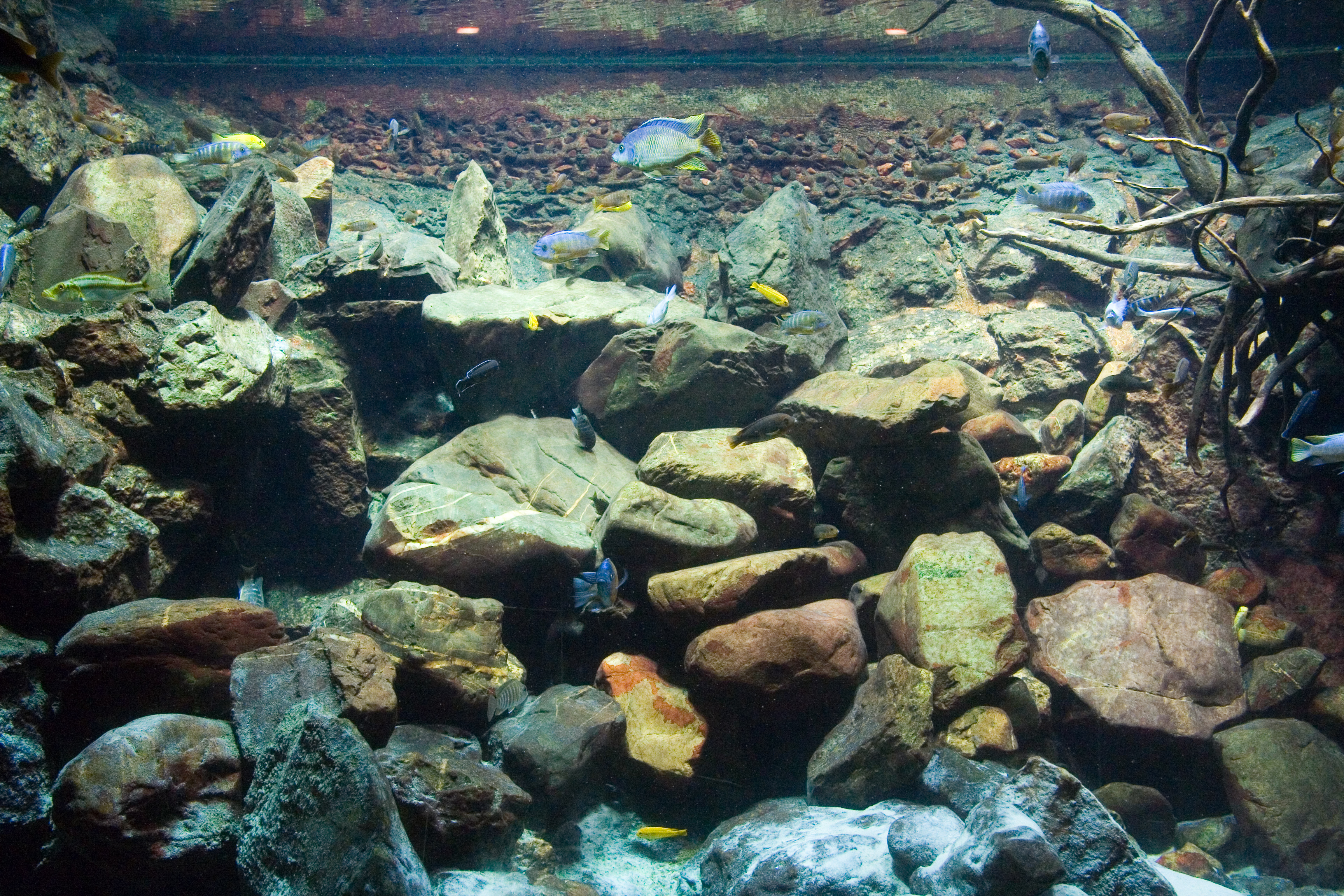
Цей біотоп озера Малаві з цихлідами є експонатом Амстердамського зоопарку «Artis». Характерна відсутність зелених рослин у цьому середовищі проживання в озерній ущелині.

Наведені вище стилі часто поєднують види рослин та тварин на основі бажаного візуального результату, без огляду на географічне походження, натомість як біотопні акваріуми розроблені задля того, щоб точно відтворювати конкретне водне середовище проживання водних мешканців в певному географічному місці, без обов'язкового забезпечення геометрії саду чи стилістики.
Рослини та риби взагалі можуть бути відсутніми, але якщо вони є, то вони повинні відповідати тому середовищу, яке було б у природі у представленому ареалі існування. Як і будь-який гравій чи пісок, лісовий пейзаж, кількість риб, і навіть хімічний склад води. Включаючи лише ті організми, які природно існують разом, біотопи можуть бути використані для вивчення екологічних взаємодій у відносно природних умовах.
Для створення біотопних акваскейпів використовують як ґрунт так і біоматеріали, що спеціально розроблені для того чи іншого ареалу проживання флори і фауни.

### Палюдаріум

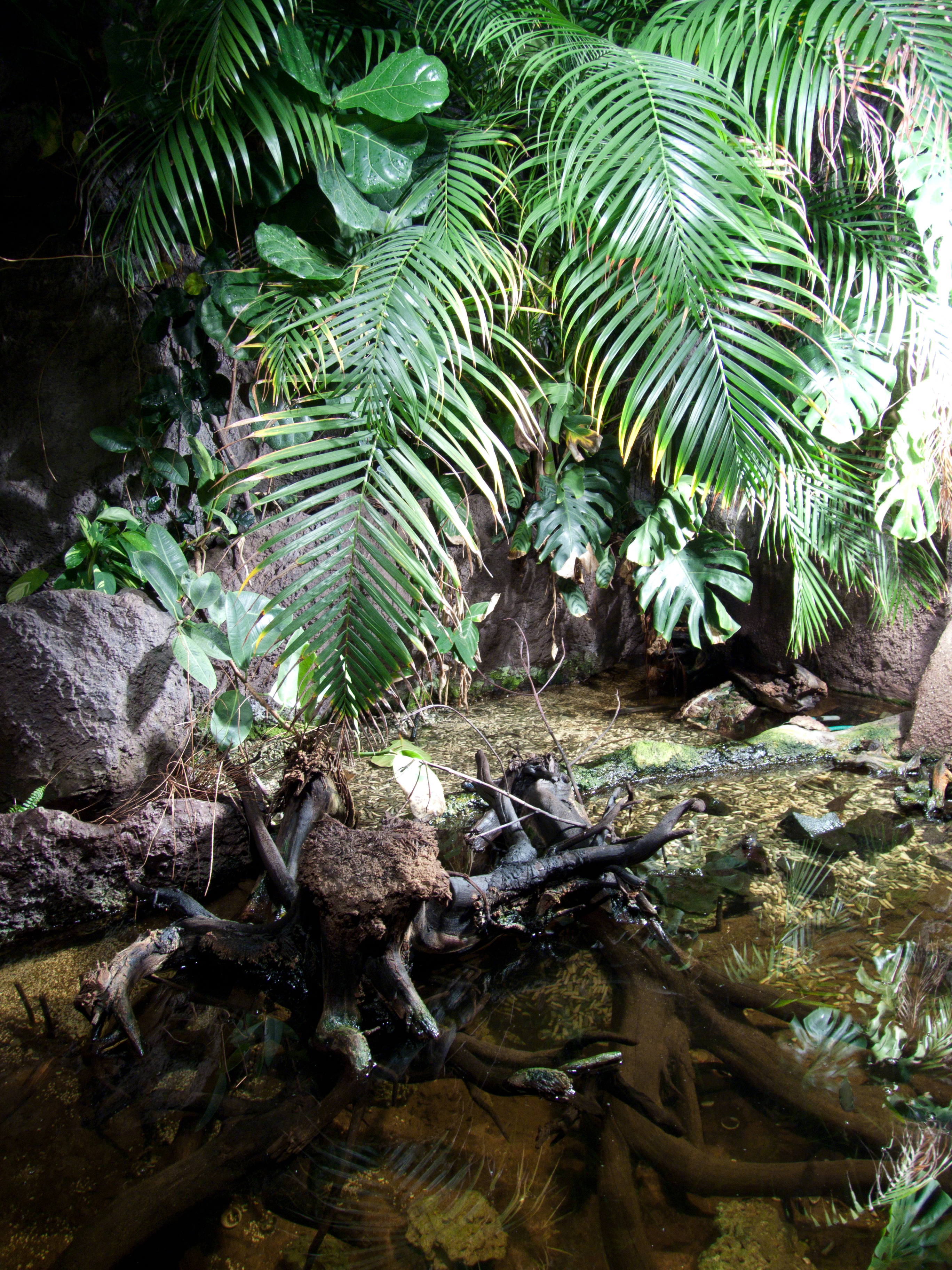
Палюдаріум у зоопарку Дечина (Чехія) на «Парадайзських островах».

Палюдаріум — це акваріум, який поєднує воду та сушу всередині одного середовища. Ці конструкції можуть представляти ареал проживання тої чи іншої флори і фауни, включаючи тропічні ліси, джунглі, береги річок, болота чи навіть пляжі. У палюдарумі частина акваріума знаходиться під водою, а частина — над водою. Хардскейп облаштований таким чином, що деякі сухопутні ділянки субстрату піднімаються над ватерлінією, а резервуар лише частково заповнений водою. Це дозволяє рослинам, таким як осока парасолькова та спатіфілум Уолліса (лат. Cyperus alternifolius і Spathiphyllum wallisii), а також різноманітним анубіасам та деяким бромелієвим, рости з корінням під водою, а верхівкою сягати повітря, або ж — повністю бути зануреними.
У деяких варіантах палюдаріума рослини, які плавають на поверхні води, такі як ейхорнія крассі і пістія (лат. Eichhornia crassipes та Pistia stratiotes), можуть займати всю поверхню води. На відміну від інших акваріумних конструкцій, палюдаріум особливо добре підходить для утримання земноводних — тераріума.
Структура кімнатного саду з водоймою також вимагає уваги, навичок та часу на відтворення. Незважаючи на можливість імпровізації, принципи облаштування всіх палюдаріумів ідентичні:
1. На дні контейнера або збудованої на власний смак конструкції розташовують шар підготовленого ґрунту або землі, в які висаджують як водні рослини так і надводні[42].
2. Поділяють простір палюдаріума на водну і берегову частину, які поетапно облаштовують за допомогою штучних (пластик, акрил, пінополістирол, екологічно безпечні клеї та монтажні піни, проволоки, синтетичні нитки, тощо) і природних матеріалів на зразок садового ставка[41].
3. Висаджують рослини: водні — прямо в ґрунт на дні, а ось наземні або кімнатні розміщують або в ґрунті берегової зони, або в ємностях, які додатково прикрашають і вкривають природними або штучними матеріалами, використовують і вазони.
4. Водну частину заповнюють чистою водою (що є оптимальною для акваріумів) до бажаного рівня, а на суші встановлюють термоконтролери, струмки, розпилювачі, або фонтани[43][44]. Бажано аби куточок екосистеми був прикритий склом задля зберігання необхідного рослинам та тваринам мікроклімату[9].

### Солоноводні рифи

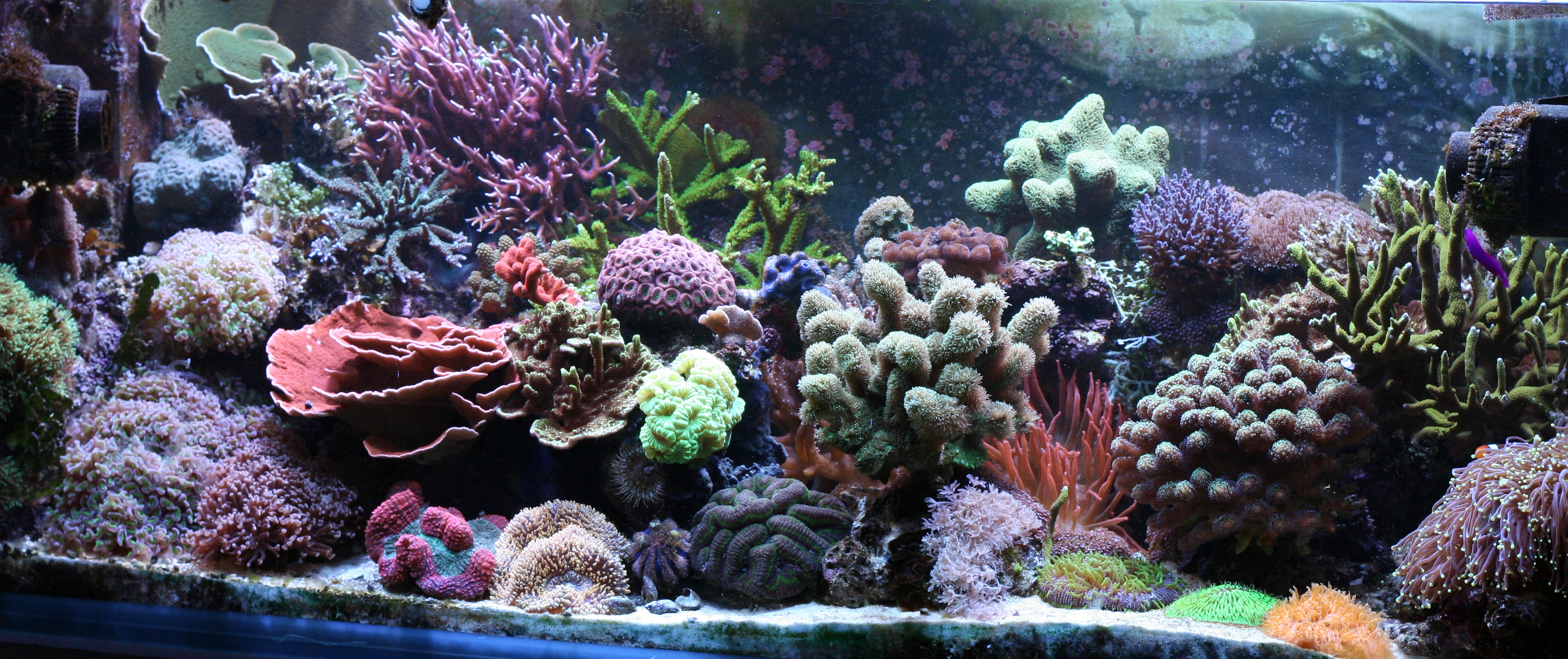
Солоноводний акваскейп, імітація коралового рифу.

Найскладнішою задачею в акваскейпінгу та акваріумістиці загалом є відтворення та утримання солоноводних акваріумів.
Вищевказані акваскейпи традиційно є прісноводними системами. В морському акваріумі можна вирощувати відносно небагато декоративних рослин, але обов'язково ті, ареал існування яких — моря та океани, тобто солоноводних. Зазвичай морський акваскейп зосереджується на імітації коралового рифу. Композиція живих скель утворює основну структуру цього акваскейпу, і його заселяють корали та інші морські безхребетні, а також коралові поліпи та водорості, які разом виконують таку саму естетичну роль, як прісноводні рослини.
Не менш важливу роль як і в прісноводному відіграє освітлення у рифовому акваскейпі. Багато коралів, а також тридакнідні молюски містять симбіотичні флуоресцентні водорості, подібні до динофлагелятів, що називаються зооксантеллами. Забезпечуючи інтенсивне освітлення, доповнене належною довжиною світлових хвиль (ультрафіолету), акваріумісти рифу не тільки підтримують здоров'я цих безхребетних, але й виділяють особливо яскраві кольори, що випромінюються флуоресцентними мікроорганізмами.

### Наноакваріум

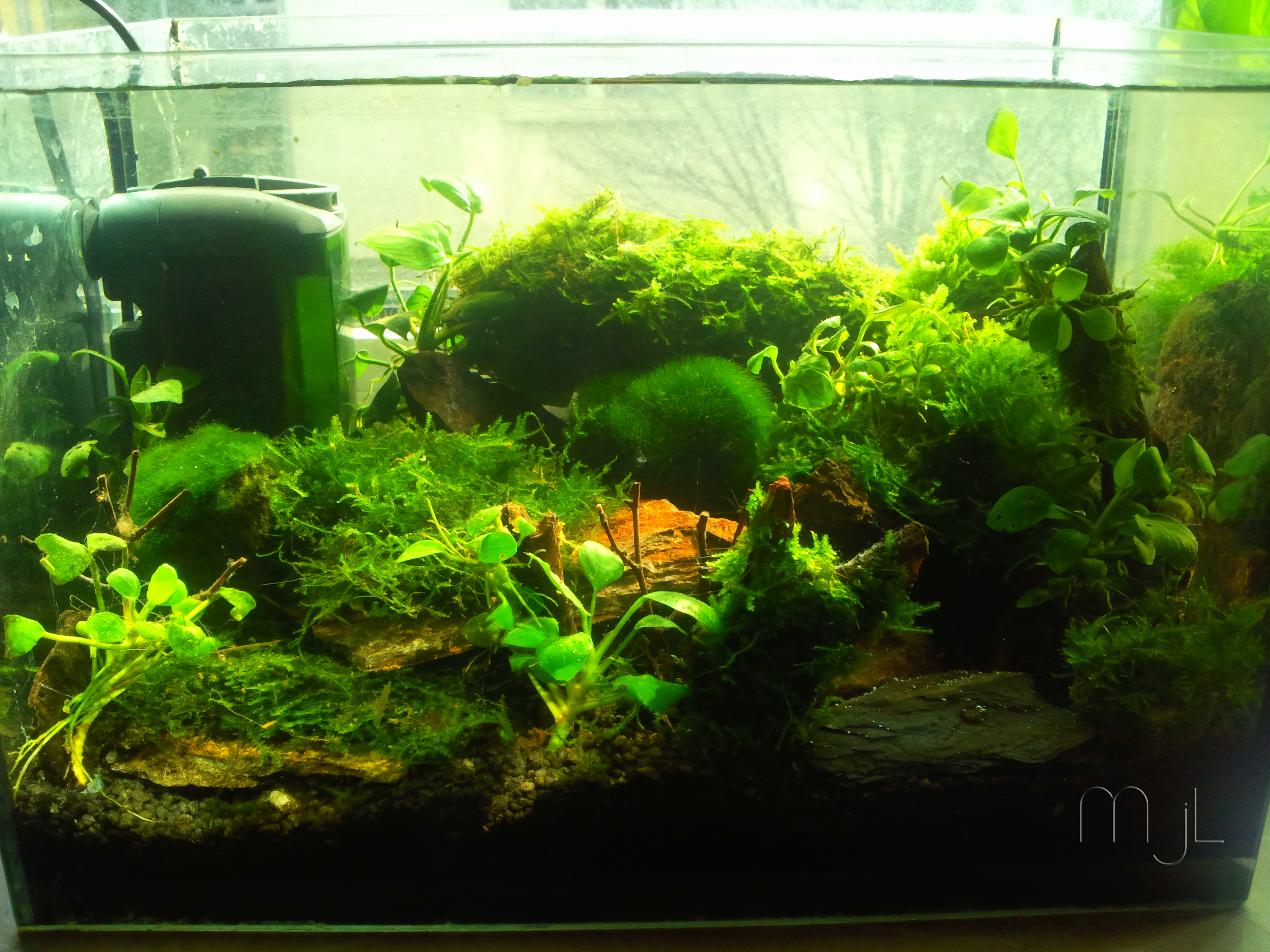
Наноакваріум, об'ємом 12 літрів.

Не менш складною задачею є утримання та підтримання чистоти й краси у наноакваріумі, де у маленькому об'ємі, а надто — у дуже маленькому об'ємі води треба досягти необхідного біобалансу та гармонії всієї біосистеми даного напряму аквадизайну.

## Акваскейпінг в Україні
Шанувальники водного ландшафтного дизайну обмінюються рослинами, проводять конкурси та обмінюються фотографіями та інформацією через Інтернет. В порівнянні із розмахом акваскейпінгу в західних країнах, де наприклад Асоціація водних садівників США налічує близько 1200 членів, в Україні також проводяться численні акваріумні виставки та конкурси, але на жаль такого об'єму та потужності, як в США, Японії, Великій Британії, Тайвані, Німеччині та Іспанії цей вид мистецтва не має і вважається рідкісним.
Серед українських акваріумістів є багаторазовий призер міжнародних виставок акваскейпер та художник Поліщук Григорій. Але більшість — акваскейпери-аматори, що займаються цим мистецтвом лише вдома, наприклад один із першопрохідців — художник аквадизайну Юрій Гречаний член Асоціації акваріумістів України, який професійно почав займатися акваріумістикою ще у 2001 році.

## Змагання
Перші голландські любителі розпочали практику змагань з акваскейпу, в яких брали участь понад 100 місцевих клубів.
Судді повинні були пройти близько трьох років навчання та скласти іспити з різних дисциплін, щоб отримати кваліфікацію. Цей конкурс проводиться щороку у яких, місцеві переможці, які займають перше місце, потрапляють у другий тур. Переможці на цьому рівні потрапляють у третій тур, який є національним чемпіонатом в Нідерландах.
У конкурсах з акваскейпінгу по всьому світу основна увага приділяється не лише складу, а й біологічному самопочуттю мешканців акваріума. Фактично більшість балів присуджуються таким біологічним критеріям, як здоров'я риб, здоров'я рослин та якість води. На відміну від змагань в інших країнах, судді Нідерландської асоціація «Aqua Terra» (ederlandse Bond Aqua Terra,.B.A.T.) їдуть до дому кожного учасника, щоб оцінити резервуар, де вони особисто вимірюють параметри води.
Асоціація водних садівників (англ. The Aquatic Gardeners Association), що базується в США, Аквадизайн Амано (англ. Aqua Design Amano, ADA); що базується в Японії та Водні скейпери Європи (англ. AquaticScapers Europe), що базуються в Німеччині, також проводять щорічні конкурси прісноводного акваскейпінгу. Хід конкурсу та записи з усього світу подаються як фотографії та пояснювальний текст в Інтернеті.
Узагальнювальними особливостями конкурсного оцінювання по всьому світу є:
- загальне враження (35 балів)
- композиція, баланс, використання простору та використання кольору (30 балів),
- підбір та використання матеріалів (20 балів)
- життєздатність акваскейпу (15 балів)[57].

Існують також маломасштабні конкурси, які проводить «Acuavida» в Іспанії, Колегія грецьких акваріумістів (англ. Greek Aquarist's Boards, GAB) та французька асоціація «Aquagora».